# Pseudoarqueologia
La Pseudoarqueologia, també coneguda com a arqueologia fantàstica, arqueologia misteriosa, arqueologia de culte i criptoarqueologia, és el terme amb el qual es coneix l'arqueologia pseudocientífica. La Pseudo-arqueologia és el conjunt d'hipòtesis, excavacions i restes arqueològiques que no s'ajusten a la metodologia arqueològica habitual.
En contrast amb l'arqueologia, la pseudoarqueologia no utilitza el mètode científic per a estudiar les troballes i, per tant, les seves explicacions són indemostrables i irracionals, a part de contradictòries amb el discurs històric generalment acceptat.
Amb relativa freqüència, la Pseudo-arqueologia adquireix certa popularitat gràcies al sensacionalisme que ofereixen alguns grans mitjans de difusió, en tenir aquests una ressonància major que les publicacions serioses de divulgació. En conseqüència, cert públic no sempre aconsegueix distingir entre els resultats de la recerca històric-arqueològica realitzada per estudiosos professionals i les aventurades hipòtesis que planteja la Pseudo-arqueologia.

## Pseudoarqueologia motivada pel nacionalisme
- Les expedicions enviades per l'Ahnenerbe nazi per investigar l'existència de la mítica raça ària.[2][3]
- L'afirmació que les piràmides egípcies van ser construïdes pels esclaus israelians.
- El Pujol de Tara a Irlanda, excavat per israelistes britànics que pensaven que els irlandesos van formar part de les tribus perdudes d'Israel i que l'Arca de l'Aliança es trobava al dit pujol.
- L'home de Piltdown.
- L'afrocentrisme radical, que defensa que la hiperdifusió africana ha influenciat notablement la majoria de les antigues civilitzacions d'Àsia, Orient Mitjà, Europa i Amèrica del Sud.

## Pseudo-arqueologia relacionada amb la religió
- La contínua cerca de l'Arca de Noé a l'Ararat (Armènia).
- Les nombroses evidències arqueològiques que pretenen recolzar les afirmacions del Llibre del Mormó sobre l'assentament de tres tribus perdudes d'Israel als Estats Units durant l'època prehistòrica.

## Pseudo-arqueologia en general
- Els continents perduts, com l'Atlàntida, Mu o Lemuria.
- Les teories dels antics astronautes civilitzadors.
- L'especulació sobre el contacte precolombí entre la civilització maia i l'egípcia.

## Jaciments subjectes a especulació
- Stonehenge (Anglaterra)
- La Gran Piràmide de Guiza (Egipte)
- L'Esfinx de Guiza (Egipte)
- Inscripcions etrusques (Itàlia)
- Illa de Pasqua (Polinèsia)
- Teotihuacan (prop de la ciutat de Mèxic)
- Zona arqueològica de Palenque (Chiapas, Mèxic)
- Chichén Itzá (Yucatán, Mèxic)
- Les Línies de Nazca (Perú)
- Les esferes de pedra de Costa Rica